# Budiwelnyk Kijów (hokej na lodzie)
HK Budiwelnyk Kijów (ukr. ХК Будівельник Київ) – ukraiński klub hokeja na lodzie z siedzibą w Kijowie.

## Historia
Klub został założony 16 marca 2010 i był kierowany przez tę samą grupę, co zespół koszykarski BC Budiwelnyk Kijów. Właścicielem został urodzony na Ukrainie izraelski bilioner, Ihor Kołomojski.
18 maja 2010 poinformowano, że drużyna została przyjęta przez władze rosyjskiej Kontynentalnej Hokejowej Ligi (KHL) do składu jej uczestników w sezonie  2010/2011. Tym samym, Budiwelnyk miał być pierwszym ukraińskim klubem, który przyjęto do najwyższej rosyjskiej klasy rozgrywkowej w hokeju na lodzie od czasu istnienia Superligi.
Prezesem klubu został Rosjanin Oleg Kuprijanow, który wcześniej przez 19 lat pracował w czołowym klubie rosyjskim, Mietałłurgu Magnitogorsk. Drużynę Budiwelnyka strukturalnie umieszczono w ramach KHL w Dywizji Tarasowa, gdzie zajęła miejsce zwolnione w konsekwencji fuzji klubów HK MWD Bałaszycha i Dinamo Moskwa.
Do zespołu Budiwelnyka zostali zakontraktowani hokeiści: Ukraińcy Dmytro Jakuszyn, Serhij Kłymentjew, Hennadij Razin, Andrij Sriubko, Wadym Szachrajczuk, Serhij Warłamow, Czesi Petr Gřegořek, Tomáš Kudělka, Leoš Čermák. 4 czerwca 2010 w edycji KHL Junior Draft 2010 zostali wybrani przez klub zawodnicy: Szwed Johan Sundström, Ukrainiec Denys Petruchno, Fin Eero Elo, Czesi Tomáš Doležal, Bohumil Jank, Tomáš Filippi, Petr Mrázek.
Jednakże 26 czerwca 2010 poinformowano, iż klub nie wystartuje w KHL w sezonie 2010/11, a przyczyną były problemy z halą, w której miały być rozgrywane mecze.